# Sonnenbrücke (Ingolstadt)
Sonnenbrücke ist sowohl Ortsteil der Stadt Ingolstadt als auch des Marktes Manching und besteht aus einem Gehöft sowie zweier Einzelanwesen, von denen sich das südöstliche auf der zur Gemeinde Manching gehörenden Gemarkung Oberstimm befindet.

## Geographie
Der Weiler Sonnenbrücke liegt in einer weiten Ebene an der Bundesstraße 13 zwischen den Orten Niederstimm, Unsernherrn, Oberstimm und Zuchering. Nördlich verläuft die dem Ort namensgebende Sandrach (Sunderach = südliche Ach), dem einstigen südlichen Hauptarm der Donau. Der stattliche „Sonnenbruckhof“ trägt die Hausnummer 1, das nördlich angrenzende Anwesen die Hausnummer 2 und das zu Manching gehörende Anwesen östlich der Bundesstraße führt die Hausnummer 3.

## Geschichte
Vor Jahrhunderten floss die Donau südlich von Ingolstadt in drei Armen, die in vielen Windungen die Gegend durchzogen und untereinander verbunden waren. Der Hauptarm war die Sandrach (Sunderach = südliche Ach), die von Weichering über Zuchering und Unsernherrn nach Manching verlief. Der zweite (kleinere) Arm nannte sich Altach und verlief zwischen Haunwöhr und Kothau. Der dritte Arm entspricht in etwa dem gegenwärtigen Donauverlauf im Stadtgebiet. Zur Hebung des Handels veranlasste Herzog Stephan II. im Jahre 1363 die Ableitung der Wasser des Hauptarms in den stadtnahen dritten Arm.
Die Altach verlief in der Gegend des heutigen Ingolstädter Hauptbahnhofs in einer großen Schleife und formte bei Hochwasser einen großen ringförmigen See, der dem späteren Ort Ringsee namensgebend wurde, jedoch bereits im Salbuch des Herzogs Ludwig des Gebarteten von 1417 als Flurname vorkommt.
An der Sonnenbrücke wurde 1446 der gefangengenommene Ingolstädter Herzog Ludwig der Gebartete vom Markgrafen Albrecht von Brandenburg-Ansbach an Herzog Heinrich von Landshut übergeben und auf die Burghauser Burg in Gefangenschaft verbracht.
Die Sandrach bildete bis zum Manchinger Keltenwall die Grenze zwischen den Herzogtümern Oberbayern und Pfalz-Neuburg, wobei südlich der Sandrach gelegene Bereiche seit 1505 neuburgisch waren. Noch heute ist die Sandrach, der einstige große Donauarm, Diözesangrenze zwischen den Bistümern Eichstätt und Augsburg. Die Bezeichnung Sonnenbrücke (Brücke über die „Sunderach“, frühere Bezeichnung der Sandrach) findet 1282 erste urkundliche Erwähnung. Dort stand seit 1505 das pfalz-neuburgische Zollhaus.
Bei Kriegsereignissen und Festungsbelagerung wurden die Audörfer stärker als die Stadt in Mitleidenschaft gezogen und fielen gegen Ende des Dreißigjährigen Krieges in Zerstörung und Entvölkerung.
1818 wurden die südlich der Donau gelegenen Audörfer Rothenturm, Kothau, Unsernherrn, Hundszell und Haunwöhr zur selbständigen Gemeinde Unsernherrn zusammengefasst, der später auch die jüngeren Siedlungen Ringsee und Niederfeld angeschlossen wurden. Als es im Zuge des Festungsbaus 1827 abermals zu einer Donauregulierung kam, führte dies zur Austrocknung des Flussbetts der Altach. Zwischen Unsernherrn und Manching sind noch heute trockengefallene kleinere Donauarme wahrnehmbar. Die Wasser der heutigen Sandrach werden aus den Entwässerungskanälen des Donaumooses zugeleitet.